# Anne Wibble
Anne Wibble z domu Ohlin (ur. 13 października 1943 w Sztokholmie, zm. 14 marca 2000 tamże) – szwedzka polityk i ekonomistka, działaczka Ludowej Partii Liberałów, w latach 1991–1994 minister finansów, parlamentarzystka.

## Życiorys
Córka Bertila Ohlina, ekonomisty i polityka. Absolwentka ekonomii w Wyższej Szkole Handlowej w Sztokholmie, pracowała na tej uczelni jako wykładowczyni akademicka. Uzyskała magisterium w Stanach Zjednoczonych na Uniwersytecie Stanforda.
Działała w Ludowej Partii Liberałów, którą przez ponad 20 lat kierował jej ojciec. W latach 1985–1997 sprawowała mandat deputowanej do Riksdagu. Od października 1991 do października 1994 zajmowała stanowisko ministra finansów w rządzie Carla Bildta. W 1995 bez powodzenia ubiegała się o przywództwo w swoim ugrupowaniu, przegrywając z Marią Leissner. W 1997 została przewodniczącą frakcji parlamentarnej liberałów. W tym samym roku zrezygnowała z zasiadania w parlamencie, obejmując funkcję dyrektora ekonomicznego Stowarzyszenia Przemysłu Szwedzkiego (Sveriges Industriförbund).
Była zamężna z nauczycielem akademickim Janem Wibble, miała dwoje dzieci. Zmarła na chorobę nowotworową.